# Sarcophaga schoemani
Sarcophaga schoemani är en tvåvingeart som beskrevs av Zumpt 1951. Sarcophaga schoemani ingår i släktet Sarcophaga och familjen köttflugor. Inga underarter finns listade i Catalogue of Life.